# Дощовик (одяг)

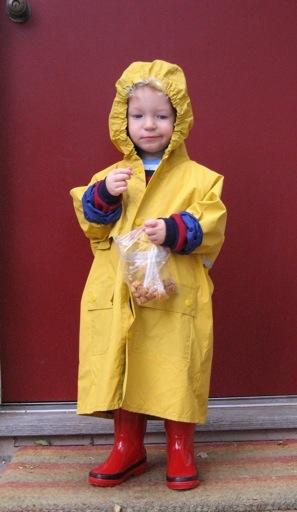
Дитина в жовтому дощовику з капюшоном

Дощови́к — різновид верхнього одягу, що призначений для захисту від дощу і вологи. Сучасні плащі, як правило, виготовляються з повітропроникних та водонепроникних тканин, таких як гортекс або тайвек з нейлонним покриттям. Може входити в комплект спецодягу військовослужбовця або мисливця.

## Історія
Перший водонепроникний плащ був створений шотландським хіміком Чарльзом Макінтошем в 1824 році.